# 브라질가시나무쥐
브라질가시나무쥐(Makalata didelphoides)는 가시쥐과에 속하는 남아메리카 설치류의 일종이다. 볼리비아와 브라질, 프랑스령 기아나, 가이아나, 수리남, 베네수엘라 그리고 트리니다드 토바고에서 발견되며, 저지대 열대우림에서 서식한다. 에콰도르의 개체군은 브라질가시나무쥐 또는 긴꼬리갑옷나무쥐(Makalata macrurus)로 보기도 한다. 야행성 동물이며, 씨앗 등을 먹는다.